# Traktor Czelabińsk
Traktor Czelabińsk (ros. Трактор Челябинск) – rosyjski klub hokeja na lodzie z siedzibą w Czelabińsku.

## Historia
Dotychczasowe nazwy
- Dzierżyniec Czelabińsk (1948–1954)
- Awangard Czelabińsk (1954–1958)
- HK Traktor Czelabińsk (1958-)

Obecna nazwa klubu pochodzi od fabryki traktorów mieszczącej się w Czelabińsku.
W marcu 2014 wiceprezydentem klubu został Siergiej Makarow.
Klubem farmerskim został Czełmiet Czelabińsk, występujący w WHL (do 2012 pod nazwą Mieczeł). Drużyną juniorską została zespół Biełyje Miedwiedi Czelabińsk, występujący w MHL.

## Sukcesy
- Złoty medal wyższej ligi: 1968, 2006
- Pierwsze miejsce w Turnieju Barbórkowym: 1968[6], 1970[7]
- Finał Pucharu ZSRR: 1973
- Brązowy medal mistrzostw ZSRR: 1977
- Awans do Superligi: 2006
- Puchar Kontynentu: 2012
- Brązowy medal mistrzostw Rosji: 1993, 1994, 2012, 2022
- Srebrny medal mistrzostw Rosji: 2013
- Pierwsze miejsce w Dywizji Charłamowa w sezonie regularnym KHL: 2025
- Pierwsze miejsce w Konferencji Wschód w sezonie regularnym KHL: 2025
- Nagroda Wsiewołoda Bobrowa (dla najskuteczniejszej drużyny w sezonie): 2025
- Finał KHL o Puchar Gagarina: 2025

## Szkoleniowcy
W 2010 szkoleniowcem klubu był Andriej Sidorienko, szkoleniowiec wcześniej pracujący m.in. w Unii Oświęcim oraz prowadzący reprezentację Polski (2004–2005). Jego następcą od października 2010 został Walerij Biełousow, który w lutym 2013 roku przedłużył umowę na czas do końca sezonu 2013/2014 i był trenerem formalnie do końca kwietnia 2014. W maju 2014 trenerem został Fin Karri Kivi. Pod koniec października 2014 jego następcą został Andriej Nikoliszyn. Jego asystentami zostali Witalij Jaczmieniow, Uładzimir Cypłakou, Władimir Antipin. Po zwolnieniu Nikoliszyna głównym trenerem był od listopada 2015 do 2018 Anwar Gatijatulin, a jego asystentami Rawil Gusmanow, Witalij Jaczmieniow, Konstantin Sztrachow i Andriej Sokołow.  Na początku czerwca 2018 głównym szkoleniowcem Traktora został Gierman Titow. W październiku 2018 trenerem bramkarzy został Andriej Miezin. Do listopada 2019 trenerem był Pēteris Skudra, następnie jego następcą do końca sezonu był Władimir Jurzinow, a w maju 2020 ponownie szkoleniowcem został Anwar Gatijatulin. W maju 2020 do jego sztabu weszli Rawil Gusmanow, Maksim Smielnicki, Alekskiej Czikalin oraz trener bramkarzy Simo Vehviläinen. W połowie 2022 tego ostatniego na stanowisku trenera bramkarzy zastąpił wychowanek i były zawodnik klubu, Gieorgij Giełaszwili. Na początku października 2023 Gatijatulin został zwolniony, a jego miejsce zajął jako tymczasowy główny trener Aleksiej Zawaruchin.

## Zawodnicy
W klubie karierę swoją rozpoczynali wybitni rosyjscy hokeiści: Siergiej Makarow (1976-1978), Wiaczesław Bykow (1979-1982, były trener reprezentacji Rosji), Siergiej Gonczar (1991-1992), Witalij Jaczmieniow (1992-1993) czy Aleksandr Siomin (2001-2002).